# Halen
Halen là một đô thị ở tỉnhLimburg. Tại thời điểm ngày 1 tháng 1 năm 2006, Halen có tổng dân số 8,624người. Tổng diện tích là 36,29 km² với mật độ dân số238 người trên mỗi km².
Trận Haelen đã diễn ra tại đây ngày 12 tháng 8 năm 1914, gần sông Gete.